# Suffren (frégate)
Pour les articles homonymes, voir Suffren.
Le Suffren est une frégate lance-missiles de la Marine nationale française, conçue pour protéger une force navale des menaces aériennes, sous-marines et de bâtiments de surface ennemis. Dans une moindre mesure, elle pouvait apporter un appui feu contre la terre. Particulièrement polyvalente, le Suffren n'embarquait cependant pas d'hélicoptère. Le navire a été en service de 1969 à 2001. En 2024, il est en cours de déconstruction.

## Histoire
Le Suffren (FLM -Frégate Lance-Missiles- ou croiseur lance-engins type C 60) fut la première frégate de la marine française conçue comme un navire lance-missiles, avec son sister-ship Duquesne désarmé en 2007. Elle avait pour rôle de protéger les porte-avions Foch et Clemenceau des attaques aériennes et sous-marines.
La classe Suffren devait comprendre trois unités dont la troisième n'a pas été construite. L'économie réalisée servit à financer l'achat aux États-Unis de 42 avions intercepteurs Crusader F-8E embarqués sur le Foch et le Clemenceau à partir de 1964.
L'aspect de la classe Suffren était particulier avec un radôme massif (la « boule ») qui abritait le radar DRBI23.
La frégate Suffren est le septième navire de la Marine française nommé d'après Pierre André de Suffren ; ses 2 tourelles d'artillerie portent les noms de 2 vaisseaux commandés par le bailli de Suffren : la tourelle no 1 est surnommée Héros et la tourelle no 2 est surnommée Fantasque.
Le Suffren fut retiré du service en 2001 et mis en réserve, après avoir navigué 32 ans, son coût de possession devenant trop élevé pour un bâtiment ancien et n'embarquant pas d'hélicoptère.
Une fois désarmé, le Suffren a servi à protéger la porte de la cale sèche de l'arsenal de Toulon où le porte-avions Charles de Gaulle a effectué sa première IPER. En succédant à l'ex-pétrolier ravitailleur d'escadre La Saône, depuis le 15 juin 2009, elle sert de brise lame à Port Avis, le port du DGA Essais de missiles de l'île du Levant. Le 12 juin, la coque est remorquée jusqu'au port de Toulon en vue de son prochain démantèlement, elle sera remplacée par celle de l'ex-Jean Bart. À l'automne 2023, il est notifié dans un marché que son démantèlement sera effectué en Gironde à Bassens, par un groupement d'entreprise mené par Vinci. Remorqué, il quitte le port varois pour l'estuaire de la Gironde le 4 octobre 2023. En avril 2024, il est en cours de désamiantage à Bassens avant sa déconstruction. 
En 2022, des journalistes de France 3 Côte d'Azur révèlent que le Suffren est soupçonné d'être à l'origine du crash d'une Caravelle d'Air France assurant un vol entre Ajaccio et Nice le 11 septembre 1968. Un tir de missile effectué par le Suffren aurait par erreur touché l'avion qui s'est ensuite crashé dans la Méditerranée, au large du cap d'Antibes, tuant les 95 personnes à bord. Un ancien matelot du Suffren, Jean-François de Poilloué de Saint-Perier, et plusieurs témoignages concordants sont à l'origine d'une nouvelle enquête menée par le parquet de Nice.

## Caractéristiques
Propulsion : 2 compartiments (avant et arrière) composés de la chaufferie (2 chaudières) et de la machine (groupe turbo-réducteur condenseur).
- 4 chaudières (chauffe au mazout) Indret à vapeur surchauffée, timbrée à 45 bars.
- 4 turbines à vapeur.
- 2 lignes d'arbre.

Production d'électricité :
- 3 440 kW ;
- 2 turbo-alternateurs ;
- 3 alternateurs diesel.

Radars et sonars :
- radar tridimensionnel DRBI23 ;
- radar de veille surface et basse altitude DRBV15 ;
- radar multi-cibles DRBC33 ;
- radar de navigation DRBN34 ;
- radar de conduite de tirs DRBR51 ;
- sonar fixe de coque DUBV-23D-1 ;
- sonar remorqué à immersion variable DUBV-43B.

Contre-mesure et guerre électronique :
- 2 lance-leurres « Sagaie » ;
- SLQ-25 Nixie ;
- jammer ARBR33 ;
- détecteurs ARBR17.

Missiles, artillerie, torpilles :
- 1 rampe double de missiles mer-air Masurca (guidés par le DRBR51) (48 missiles) ;
- 4 lanceurs de missiles MM38 Exocet (4 missiles, modernisation de 1979) ;
- 1 lanceur de Malafon torpilles anti sous-marines ;
- 4 catapultes lance-torpilles anti sous-marines L5 (10 torpilles) ;
- 2 tourelles simples de 100 mm (« Héros » et « Fantasque ») ;
- 4 canons simples de 20 mm Oerlikon Mk 4 (modernisation de 1979) ;
- 4 mitrailleuses de 12,7 mm.

## Galerie

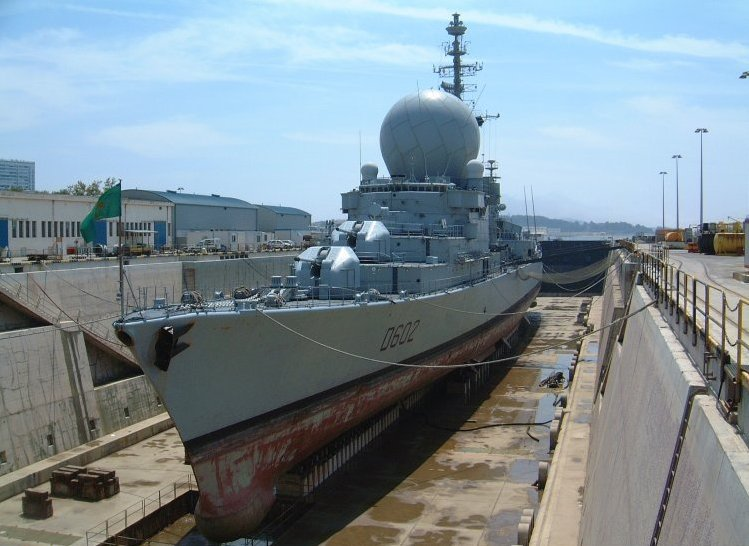
La frégate Suffren en cale sèche. Le radôme qui abrite le radar tridimensionnel est bien visible.
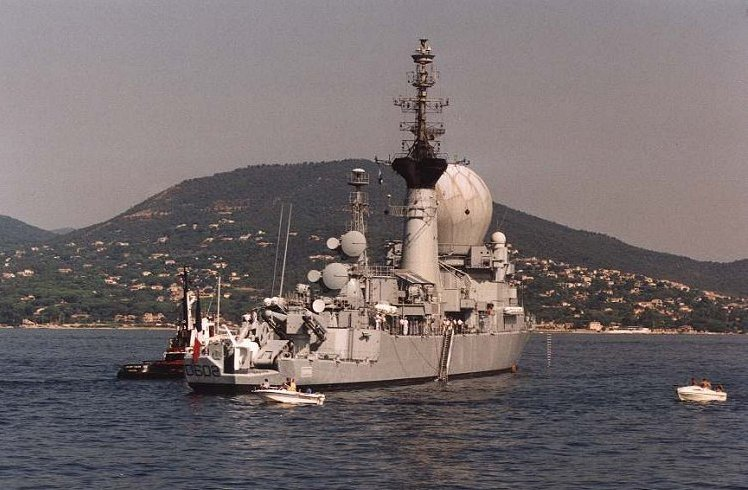
La frégate Suffren au mouillage sur rade foraine.
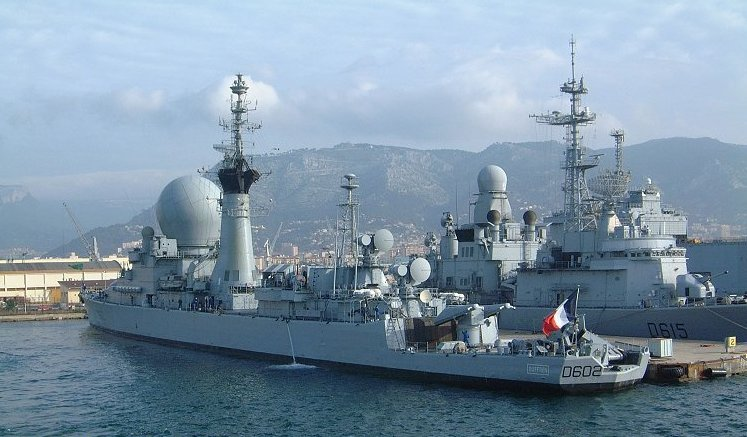
À Toulon, la frégate Suffren amarrée au même ponton que la frégate antiaérienne Jean Bart.